# Капустные галушки
Капустные галушки (kapustové halušky) или страпачки (strapačky) — блюдо словацкой кухни, один из способов приготовления галушек. Основные ингредиенты блюда — картофель, пшеничная мука, квашеная капуста и солонина.
Страпачки готовятся путём раздельной кулинарной обработки картофельно-мучных галушек (которые отваривают в воде), квашеной капусты (которая тушится на сковороде с репчатым луком и пряностями, в том числе тмином) и шкварок из солонины. Галушки перемешиваются с капустой, затем посыпаются шкварками.
Хотя словом «страпачки» чаще всего обозначают именно галушки с капустой, нередко его употребляют и в более широком смысле — как синоним слова «галушки», поэтому название блюда часто содержит уточнение: strapačky s kapustou или kapustové strapačky.